# Anna Bilińska-Bohdanowicz
Anna Maria Bilińska-Bohdanowiczow (Złotopolu, 8 dicembre 1854 – Varsavia, 8 aprile 1893) è stata una pittrice polacca, figlia di un medico polacco della ex città di frontiera di Złotopol nell'Impero russo (una volta al confine con la Polonia, ora in Ucraina), dove ha passato la sua infanzia. Visse con suo padre nella Russia imperiale, dove il suo primo insegnante d'arte fu Michał Elwiro Andriolli, prima di studiare musica e arte a Varsavia, dove divenne studentessa di Wojciech Gerson nel 1877.

## Biografia
All'inizio del 1882 accompagnò la sua amica Klementyna Krassowska in un viaggio a Monaco, Salisburgo, Vienna e nell'Italia settentrionale, prima di viaggiare e stabilirsi a Parigi dove studiava con Marie Bashkirtseff all'Académie Julian,  e dove più tardi lei anche insegnò. Visse in Francia fino al 1892, dove sposò un medico di nome Antoni Bohdanowicz e prese il suo nome (Anna Bilińska-Bohdanowiczowa). Tornarono a Varsavia dopo il loro matrimonio, dove intendeva aprire una scuola d'arte in stile parigino per donne, ma si ammalò di un disturbo cardiaco e morì un anno dopo all'età di 39 anni.

## Galleria d'immagini

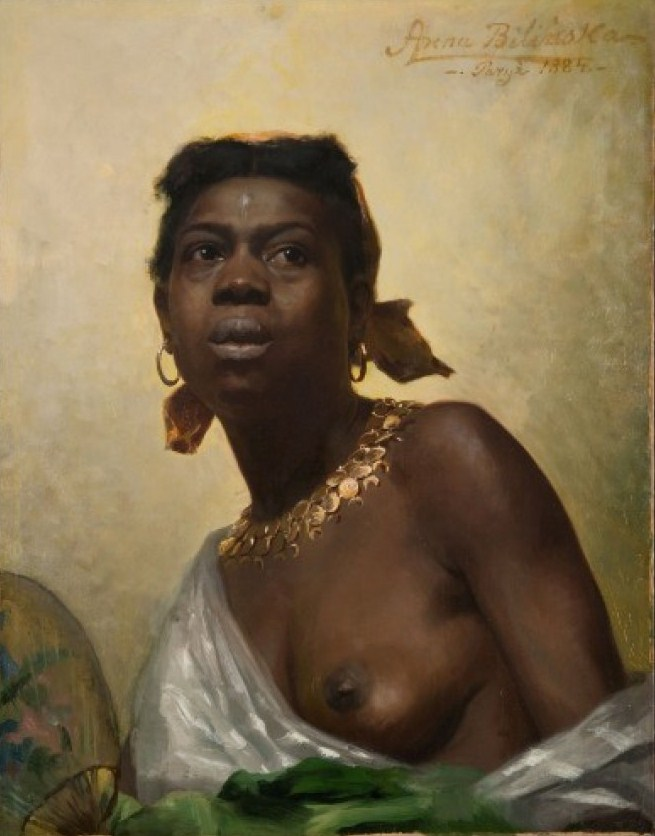
Una donna nera, 1884, Museo Nazionale di Varsavia.
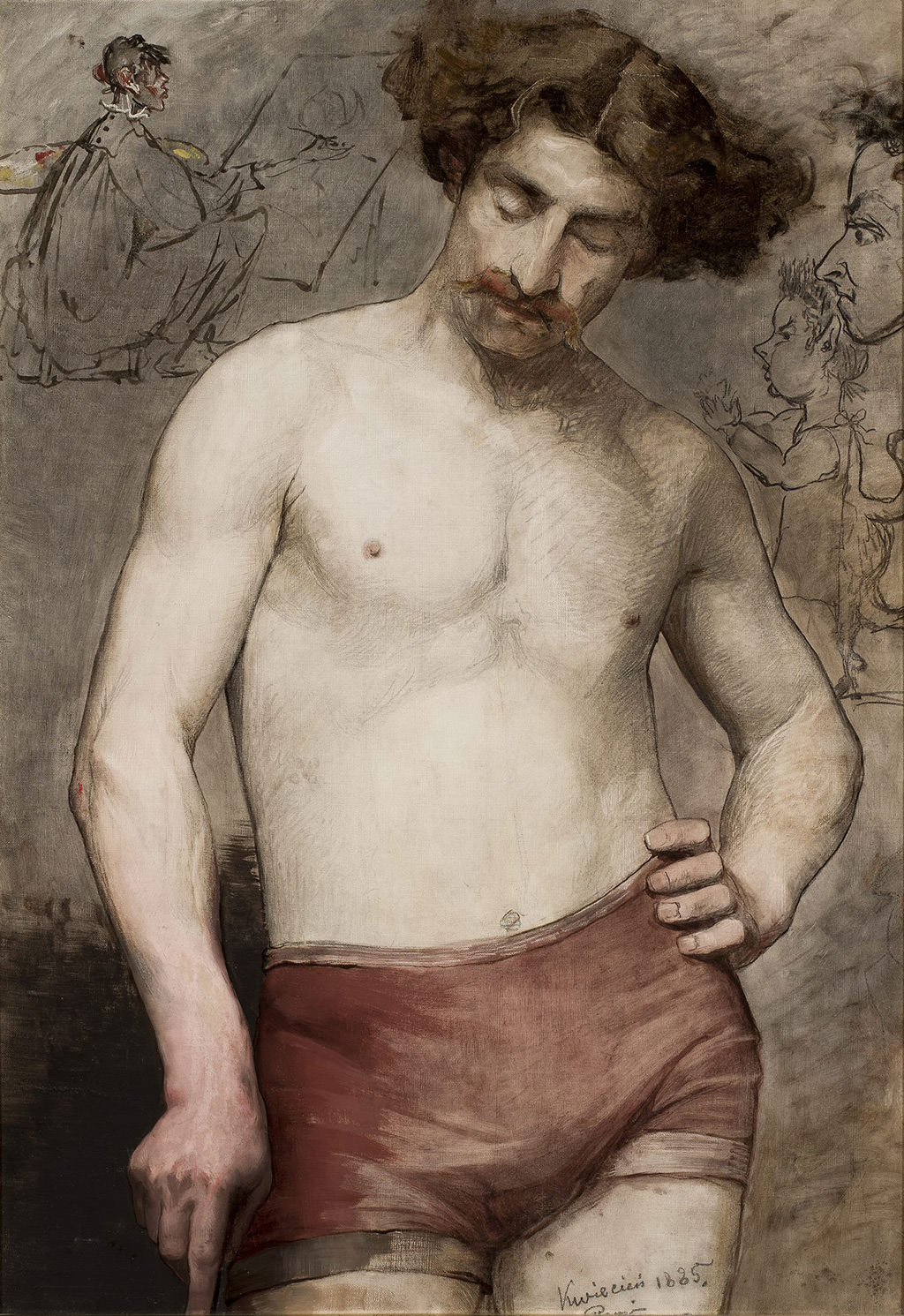
Studio di un uomo seminudo, 1885, Museo Nazionale di Varsavia.
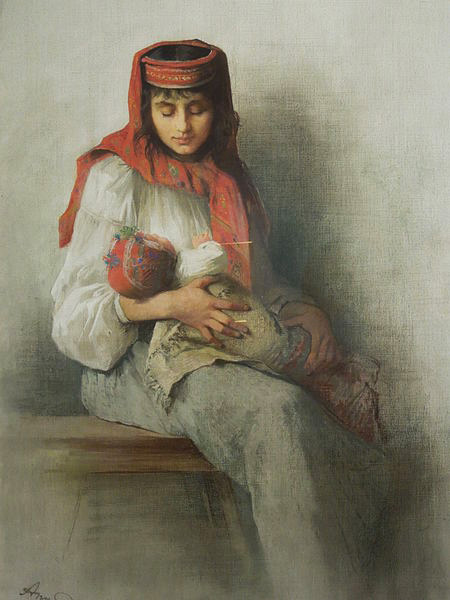
Donna con bambino, pastello, 1891, Varsavia.
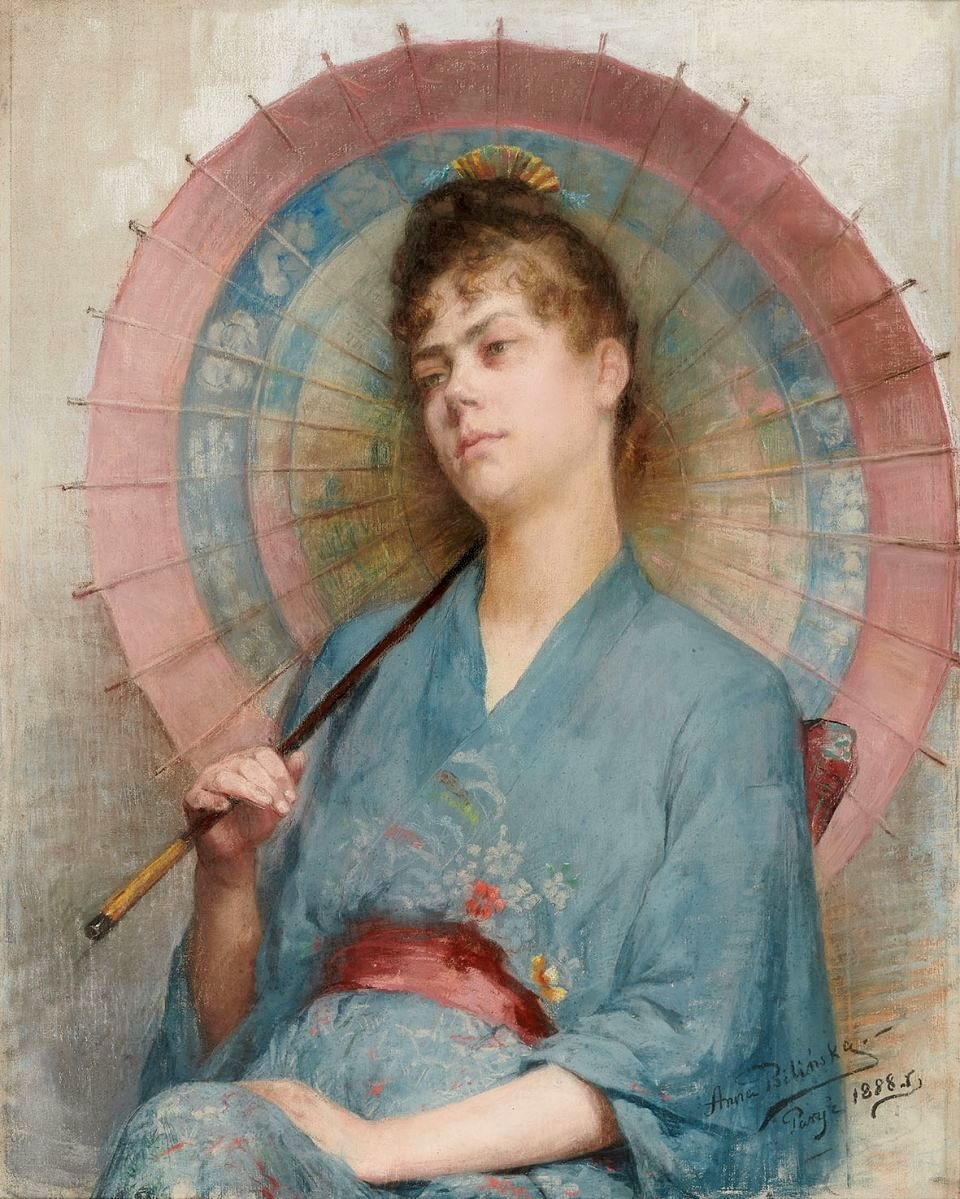
Donna con parasole giapponese, pastello su carta, 1888.